# Ledinske Krnice
Ledinske Krnice este o localitate din comuna Idrija, Slovenia, cu o populație de 52 de locuitori.